# Montgenèvre
Montgenèvre település Franciaországban, Hautes-Alpes megyében. Lakosainak száma 459 fő (2022. január 1.). Montgenèvre Cervières, Névache, Val-des-Prés, Cesana Torinese és Claviere községekkel határos.

## Népesség
A település népességének változása:
| Lakosok száma | 264  | 459  | 519  | 471  | 530  | 510  | 456  | 454  | 452  | 459  |
|               | 1968 | 1982 | 1990 | 2006 | 2013 | 2015 | 2017 | 2019 | 2020 | 2022 |